# Jewgeni Fjodorowitsch Ludschuweit
Jewgeni Fjodorowitsch Ludschuweit (russisch Лудшувейт, Евгений Фёдорович; * 1899; † 1966) war ein sowjetischer Professor der Kunstgeschichte und Kulturoffizier der Roten Armee. 1965 wurde er vorgeblich seiner tragenden Rolle bei der Rettung von Schlössern und Park Sanssouci zum Ehrenbürger der Stadt Potsdam ernannt.

## Vorgeschichte
Nachdem durch einen Bombenangriff der Royal Air Force und der United States Army Air Forces vor allem die historische Altstadt Potsdams stark zerstört wurde, flüchteten tausende Menschen aus der Stadt. Zur gleichen Zeit befanden sich etwa 8000 bis 10.000 deutsche Soldaten, vorwiegend Mitglieder des Volkssturms und der Hitlerjugend, in der stark umkämpften Stadt. Im historischen Park und dessen Umfeld wurden zur Verteidigung der Stadt Gräben, Bunker und Munitionslager angelegt, um die Durchhaltebefehle von Reichsverteidigungskommissar Emil Stürtz und Kampfkommandant Hellmuth Reymann zu befolgen. Diese Befehle wurden auch durch die trügerische Hoffnung genährt, die bereits bis Ferch vorgedrungene Armee Wenck könnte massive Unterstützung leisten.

## Die angebliche Rettung von Park Sanssouci
Im Rahmen der Schlacht um Berlin griffen sowjetische Tiefflieger seit dem 23. April 1945 das nahe dem Park liegende Stadtzentrum an. Dabei wurde der Garde-Oberstleutnant Ludschuweit, Technischer Leiter der so genannten Trophäenkommission der 47. Armee, beauftragt, eine sogenannte Parkarmee zu bilden. Diese wurde weitestgehend aus den direkten Kampfhandlungen herausgehalten und sollte die Kulturschätze in den Schlössern des Park Sanssouci sichern und für den Abtransport als Kriegsbeute vorbereiten.
Ludschuweit verpackte hierzu in etwa 81 Kisten 650 Gemälde, welche von Potsdam nach Moskau und Leningrad gebracht wurden. Weiterhin wurde eine große Zahl von Skulpturen, Möbel, fast 2400 in den Neuen Kammern eingelagerte Porzellane und die Bibliotheken abtransportiert. Auch zahlreiche Gewächse aus der Orangerieschloss wurden verladen, welche aber dann überwiegend beim Transport erfroren.

### Die Legende
Die SED spann in den 1960er Jahren die Legende, Ludschuweit hätte mit seiner Parkarmee Sanssouci vor der Zerstörung durch die Nationalsozialisten bzw. durch Kampfhandlungen geschützt bzw. sollte die Sprengung der Kulturdenkmäler durch die abrückende deutsche Wehrmacht verhindern und somit dieses Kulturerbe erhalten.

### Die Wahrheit
Tatsächlich folgten die angreifenden sowjetischen Truppen des 1105. SchtzRgt. der 328. SchtzDiv. den Zwängen des Krieges. Die Schlösser und der Park wurden nicht intensiv beschossen, da sie gar nicht mehr aktiv verteidigt wurden, nachdem die Reste der deutschen Truppen bereits am 27. April aus der Brandenburger Vorstadt verdrängt wurden und der Schlossoberinspektor am 28. April das Neue Palais übergeben hatte und damit vor der Zerstörung bewahrte und das Leben der etwa 1000 Flüchtlinge, die sich in den Kellerräumen versteckt hatten, rettete. Einzig auf der Linie Bahnhof Wildpark zum Neuen Palais und der Straße nach Eiche, also außerhalb des Parks Sanssouci, war eine neue deutsche Verteidigungslinie eingerichtet worden.
Auf den hochgelegenen Punkten wie auf dem Ruinenberg, dem Belvedere auf dem Klausberg und der Kuppel von Schloss Sanssouci vermutete deutsche Beobachtungsposten und Feuerleitstellen wurden dagegen konsequent durch sowjetische Artillerie beschossen. Auch das Neue Palais und die anliegenden Communs wurden bereits vorher beschossen, da sich dort zeitweise der Stab der Korpsgruppe Reymann einquartiert hatte. Es sei allerdings vermerkt, dass die sowjetischen Truppen, die bei der Eroberung Potsdams am 30. April 1945 nochmals schwere Verluste hinnehmen mussten, die Schlösser nicht aus Rachedurst vorsätzlich zerstörten.
Oberstleutnant Ludschuweit wurde Bevollmächtigter der Roten Armee zur Kontrolle des Parks Sanssouci und seiner Schlösser, der bis zum 4. Juni 1946 für die Öffentlichkeit nicht mehr zugänglich war und Bevollmächtigter der SMAD.